# 시그램 빌딩
시그램 빌딩(Seagram Building)은 뉴욕 미드타운 맨해튼 52번가와 53번가 사이의 파크 애비뉴 375번지에 있는 초고층 빌딩이다. 시그램 미국 본사 건물로, 미스 반 데어 로에의 설계에 의해 1958년에 완공되었다. 층수는 38층이며 높이는 159.6m이다.